# Admiral Vinogradov (rušilec)
Admiral Vinogradov (rusko Адмирал Виноградов) je raketni rušilec razreda Fregat Ruske vojne mornarice. Je del 36. divizije ladij Tihooceanske flote v Vladivostoku. Poimenovan je po admiralu Nikolaju Ignatjeviču Vinogradovu. Njegov gredelj je bil položen 5. februarja 1986 v Ladjedelnici Jantar, splavljen je bil 4. junija 1987, v uporabo pa je bil predan 30. decembra 1988. Razvoj projekta 1155 Fregat se je začel v Severnem projektno-konstruktorskem biroju leta 1972 pod vodstvom glavnih konstruktorjev Nikolaja Pavloviča Soboljeva in Vasilija Pavloviča Mišina.
Avgusta 1990 je s še dvema sovjetskima ladjama obiskal San Diego v Kaliforniji.
Leta 1992 je bil nameščen v Perzijski zaliv za uresničevanje resolucij Združenih narodov o Iraku.
Leta 2010 je izvedel protipiratsko patruljiranje ob Somaliji, kjer je zamenjal sestrsko ladjo Admiral Levčenko s Severne flote.
Leta 2016 je sledil več ameriškim vojnim ladjam med ameriškimi mornariškimi vajami pri Havajih, nato pa se je udeležil rusko-kitajskih mornariških vaj v Južnokitajskem morju.
Med letoma 2020 in 2024 je na modernizaciji, v okviru katere bo oborožen z raketami 3M-54 Kalibr, podobno kot pred njim v letih 2016–2021 sestrska ladja Maršal Šapošnikov.